# Gastone Darè
Gastone Darè (* 18. února 1918 Suzzara – 7. června 1976 Mantova, Itálie) byl italský sportovní šermíř, který se specializoval na šerm šavlí. Itálii reprezentoval ve čtyřicátých a padesátých letech. Na olympijských hrách startoval v roce 1948, 1952 a 1956 v soutěži jednotlivců a družstev. V soutěži jednotlivců obsadil na olympijských hrách 1952 čtvrté místo. V roce 1949 získal titul mistra světa v soutěži jednotlivců. S italským družstvem šavlistů vybojoval na olympijských hrách 1948 a 1952 stříbrné olympijské medaile a s družstev šavlistů získal tři tituly mistra světa (1947, 1949 a 1950).